# 道の駅こどまり
道の駅こどまり（みちのえき こどまり）は、青森県北津軽郡中泊町小泊にある国道339号の道の駅である。愛称はポントマリ。

## 施設
- 駐車場
  - 普通車：99台
  - 大型車：7台
  - 身障者用駐車場：4台
- トイレ（いずれも24時間利用可能）
  - 男：大 5器、小 8器
  - 女：9器
  - 身障者用：2器
- 公衆電話：1台
- FAX：1台
- 物産販売所　9:00 - 17:00
- レストラン「竜泊」（11:00 - 15:00 ラストオーダー 14:45）
- 活魚水槽コーナー
- 展望地
- 休憩所

### 管理団体
- 中泊町

## 休館日
- 11月上旬 - 4月下旬（冬期閉鎖、営業再開は原則4月第3土曜日から）

## アクセス
- 国道339号 - 登録路線

## 周辺
- 折腰内海水浴場
  - 冬季は国道339号龍泊ラインが閉鎖になる。